# Plana Baixa
Plana Baixa (em castelhano: Plana Baja) é uma comarca da Comunidade Valenciana, na Espanha. Está localizada na província de Castelló, e sua capital é o município de Burriana. Limita com as comarcas de Alto Mijares, Alcalatén, Camp de Morvedre, Plana Alta, Alto Palância, e com o mar Mediterrâneo.

## Municípios
| Município                  | População | Superfície | Densidade       |
| -------------------------- | --------- | ---------- | --------------- |
| Villarreal                 | 51 168    | 55,10      | 928,63          |
| Burriana                   | 35 433    | 47,20      | 750,69          |
| Vall de Uxó                | 32 864    | 67,10      | 489,77          |
| Onda                       | 25 704    | 108,40     | 237,12          |
| Nules                      | 13 693    | 50,50      | 271,14          |
| Moncofa                    | 6 348     | 14,50      | 437,79          |
| Almenara                   | 6 102     | 27,60      | 221,08          |
| Betxí                      | 5 890     | 21,40      | 275,23          |
| Alquerías del Niño Perdido | 4 433     | 12,60      | 351,82          |
| La Vilavella               | 3 321     | 6,20       | 535,64          |
| Chilches                   | 2 844     | 13,60      | 209,11          |
| Artana                     | 1 990     | 36,30      | 54,82           |
| Ribesalbes                 | 1 342     | 8,60       | 156,04          |
| La Llosa                   | 951       | 10,00      | 95,10           |
| Eslida                     | 936       | 18,10      | 51,71           |
| Tales                      | 890       | 14,50      | 61,37           |
| Alfondeguilla              | 881       | 28,30      | 31,13           |
| Sueras                     | 672       | 22,20      | 30,27           |
| Alcudia de Veo             | 229       | 30,70      | 7,45            |
| Aín                        | 141       | 12,30      | 11,46           |
| Total                      | 195 382   | 605 km²    | 323,68 hab./km² |